# 比薩爾火山
比薩爾火山（英語：Mount Besar）是一座位於印度尼西亞南蘇門答臘省的火山，該火山類型為複式火山，其名稱在印尼語的意思為“大山”。在火山口內可發現硫磺沉積的跡象，其西北側為一名Marga Bayur的大型火山噴氣孔田，以及Semangko斷層系統。